# غليشورن
غليشورن (بالإنجليزية: Glishorn)‏ هو أحد جبال سلسلة جبال الألب بينيني وجزء من القمة الأم سبيتزورلي يقع في كانتون فاليز، سويسرا. يبلغ ارتفاع الجبل حوالي 2525 متر، بينما يبلغ ارتفاع نتوء الجبل 46 متر.